# Radian Aerospace
Radian Aerospace is een Amerikaans lucht- en ruimtevaartbedrijf gevestigd in Renton nabij Seattle, Washington. Het bedrijf ontwikkelt een horizontaal opstijgend/horizontaal landend, single-stage-to-orbit, volledig herbruikbaar ruimtevliegtuig concept genaamd Radian One.

## Geschiedenis
Radian Aerospace werd opgericht in 2016. In januari 2022 haalde het bedrijf $ 27,5 miljoen extra kapitaal op geleid door durfkapitaalfonds Fine Structure Ventures.
Op 21 februari 2024 richtte medeoprichter Jeff Feige een Britse tak Radian Aerospace UK Ltd op.

## Radian One
Radian stelde in april 2024 hun nieuwste voertuigontwerp van Radian One voor het publiek. Radian One is ontworpen om maximaal vijf bemanningsleden naar lage baan om de aarde te vervoeren, met maximaal 2,270 kg aan lading bij lancering en 4,540 kg bij terugkeer naar de aarde. Het deltavleugelvliegtuig zal worden gelanceerd vanaf een raketaangedreven slede. Radian beweert dat het op elke landingsbaan van 3.000 meter lang kan landen en binnen 48 uur weer kan vliegen.
Op 25 september 2024 kondigde het bedrijf aan dat ze een prototype succesvol hadden laten taxiën en laten hoppen op een niet nader bekendgemaakte luchthaven in Abu Dhabi. Om exportbeperkingen door de International Traffic in Arms Regulations (ITAR) te vermijden had het prototype geen raketmotoren aan boord, maar enkel jetmotoren.